# Chmielów (Subkarpaten)
Chmielów (uitspraakⓘ) is een dorp in de Poolse woiwodschap Subkarpaten. De plaats maakt deel uit van de gemeente Nowa Dęba en telt 2100 inwoners.